# اتحاد جزر الأنتيل الهولندية لكرة القدم
تأسس اتحاد جزر الأنتيل الهولندية لكرة القدم في عام 1921م وانضم إلى الإتحاد الدولي لكرة القدم في 1932م وإنضم إلى اتحاد أمريكا الشمالية لكرة القدم في 1961م.

## روابط خارجية
- جزر الأنتيل الهولندية على موقع الفيفا